# Draba jucunda
Draba jucunda är en korsblommig växtart som beskrevs av William Wright Smith. Draba jucunda ingår i släktet drabor, och familjen korsblommiga växter. Inga underarter finns listade i Catalogue of Life.